# Landratsbezirk Büdingen
Der Landratsbezirk Büdingen war ein Landratsbezirk in der Provinz Oberhessen des Großherzogtums Hessen. Er bestand von 1822 bis 1848 und ging dann im Regierungsbezirk Nidda und 1852 im Kreis Büdingen auf.

## Bestandteile
Der Landratsbezirk Büdingen bestand aus isenburgischen Souveränitätslanden, die in der Zeit des Rheinbundes zum Fürstentum Isenburg gehört hatten:
- dem Amt Büdingen,
- dem Amt Wenings,
- dem Amt Marienborn,
- dem Amt Mockstadt,
- der Burg Ronneburg und
- dem Dorf Michelau

Damit zählten 35 isenburgische Ortschaften zum Landratsbezirk: 
- Altwiedermus,
- Aulendiebach,
- Bindsachsen,
- Bösgesäß,
- Büches,
- Büdingen,
- Burgbracht,
- Calbach,
- Diebach a. H.,
- Düdelsheim,
- Dudenrod,
- Eckartshausen,
- Gelnhaar (bis 1830[3])
- Haingründau,
- Heegheim,
- Himbach,
- Hitzkirchen,
- Illnhausen,
- Kefenrod,
- Langen-Bergheim,
- Lorbach,
- Merkenfritz,
- Michelau,
- Mittel-Gründau,
- Niedermockstadt,
- Obermockstadt,
- Orleshausen,
- Pferdsbach,
- Rinderbügen,
- Rohrbach,
- Staden,
- Stockheim,
- Vonhausen,
- Wenings und
- Wolf.

## Geschichte
Nach der Übernahme des Fürstentums Isenburg durch das Großherzogtum Hessen 1816 als Folge des Beschlüsse des Wiener Kongresses bestand dort zunächst die überkommene Amtsverfassung weiter, bei der ohne Trennung Verwaltung und Rechtsprechung bei einer Behörde vereinigt waren. Die Fürsten und Grafen von Isenburg waren nun zudem Standesherren und durch die Bundesakte in ihren Vorrechten geschützt. Sie übten weiter die Herrschaft über das Patrimonialgericht aus, das Großherzogtum musste sich mit Ihnen Hoheitsrechte und das staatliche Gewaltmonopol teilen.
Ab 1820 kam es im Großherzogtum Hessen zu Verwaltungsreformen. 1821 wurden in den Dominiallanden auch auf unterer Ebene Rechtsprechung und Verwaltung getrennt und alle Ämter aufgelöst. Für die bisher durch die Ämter wahrgenommenen Verwaltungsaufgaben wurden Landratsbezirke geschaffen, für die erstinstanzliche Rechtsprechung Landgerichte. Wegen der querliegenden Rechte der Standesherren dauerte der Umstrukturierungsprozess im Bereich des Amtes Büdingen länger, die Reform wurde 1822 vollzogen – allerdings unter Wahrung der standesherrlichen Vorrechte: Die Aufgaben, die das Amt Büdingen bisher in der Verwaltung wahrgenommen hatte, wurden auf den neu gebildeten Landratsbezirk Büdingen, die Aufgaben, die es in der Rechtsprechung wahrgenommen hatte, auf das Landgericht Büdingen übertragen, das Amt Büdingen aufgelöst.
 

Die nächste Gebietsreform im Großherzogtum Hessen fand 1832 statt, wobei jeweils mehrere Landratsbezirke zu einem Kreis zusammengefasst wurden. 
In der Reform von 1832 blieb das standesherrliche Gebiet der Fürsten und Grafen von Büdingen ausgespart, so dass hier der Landratsbezirk Büdingen zunächst erhalten blieb. Erst mit der Revolution von 1848 im Großherzogtum Hessen wurden die dem staatlichen Gewalten- und Rechtsprechungsmonopol entgegenstehenden Vorrechte der Standesherren beseitigt und auch die bestehende Gebietsstruktur der Verwaltung zerschlagen: Der Landratsbezirk Büdingen wurde dem Regierungsbezirk Nidda eingegliedert. Auch als der Staat in der Reaktionsära 1852 scheinbar die vorrevolutionären Zustände wieder herstellte, achtete er darauf, dass die durch die Revolution an den Staat gelangten vormaligen hoheitlichen Rechte der Standesherren beim Staat verblieben. So wurde auf dem Gebiet des vormaligen Landratsbezirks Büdingen der Kreis Büdingen – analog der staatlichen Struktur im übrigen Land – neu gegründet.

## Landräte
- 1822–1844 Christoph Hoffmann, ab 1837 mit dem Titel eines „Kreisrates“
- 1844–1848 Friedrich Gustav Spamer, mit dem Titel eines „Kreisrates“[9]

## Wissenswert
Die meisten Gemeinden des Landratsbezirks wurden 1840 Gründer der Spar- und Leihkasse Büdingen.